# 胜利之日
《決勝之日》是維爾福公司开发的一款以第二次世界大战为背景的第一人称射击游戏，玩家在游戏中可以体验到近乎真实的二战战场。游戏的图像和声效受到了电影《搶救雷恩大兵》的影响，事实上，它使用了电影中的一些音轨来烘托效果。

## 游戏性
決勝之日作为三维的射击游戏，展现了二战时候同盟國（Allies）和轴心国（Axis）之间的战斗。玩家要取得地圖上所有的旗子來取得勝利。
玩家可以选择自己所希望的人物类型，比如可以选择同盟國中的美軍或者英軍，也可以选择轴心国的德軍。不一样类别的士兵会拥有不同的武器，外观也不尽相同。
游戏開始之後，進行對戰的兩方隊伍會出生在地圖的两個区域内。最先完成任务的阵营获得胜利。
玩家的角色陣亡後，一般要等待10-20秒才會於遊戲中重生，事實上，決勝之日就是通过這種模式來補充双方的兵力。
和其他的《戰慄時空》（Half-Life）模式一样，決勝之日要求统一阵营的队员必须全力合作。游戏也提供记分牌来显示每个队员的杀敌数和死亡数。而整个队伍的胜利局数和阵营中队员配合的默契和熟练程度有很大关系。
游戏会在设定的时间到了的时候结束游戏，获胜局数多的队伍取得游戏胜利，除非两方胜利局数相同，否则不计算具体的杀敌和死亡数。记分牌在显示一定时间后，游戏将会换到下一个地图继续游戏，所以说，決勝之日没有真正的“完结”。

## 游戏历史
決勝之日在2001年作为半条命的第三方MOD出现，不久之后，制作小组整体加入了Valve公司，并且开始制作一个由Activision发行的独立版本的胜利日。官方发布的第一个正式版是在2003年5月。后来通过Steam，游戏升级到了1.1版本。決勝之日：次世代，在2005年夏天发布。
游戏最初发行的时候，选择不同的阵营，在游戏中行走和跑动的速度也会不同。步兵的行动最为迅速，而后勤兵最慢，军官的行进速度为中等。后来玩家普遍反映这样的设计有悖于真实，所以制作小组在下一个版本里面根据不同兵种携带武器的重量决定移动速度。例如機槍手的移動速度就普遍比其他兵種更慢。
当游戏的2.0测试版发布的后，玩家发现移动速度的差别被去除了。同时加上了盟军的上士，携带武器为M1卡宾枪。而德国傘兵则可以使用FG42步槍。在后来的版本中，双方均增加了机枪手（盟军的口径为.30），而机槍手在一般情況下无法看見遊戲預設的十字準星，只能憑槍管的指向進行大概的射擊。因此玩家一般都会选择於地圖上預設的机槍陣地或伏於地上，然后展开腳架进行射击，这样一来就提高了准确度。
3.0测试版中又增加了盟军使用M3「黃油枪」的上士。

## 遊戲引擎
決勝之日是基於GoldSrc，與戰慄時空（Half-Life）/ 絕對武力（Counter-Strike）相同引擎

## 武器
遊戲中提供了二戰期間的各種槍械供玩家選擇：M1加兰德步枪、M1卡宾枪、 湯普森衝鋒槍、M3衝鋒槍、M1903春田步槍、白朗寧自動步槍、巴祖卡火箭筒、毛瑟Kar98k、Gew 43、MP40、StG44、FG42、MG34、MG42、坦克杀手、李-恩菲爾德步槍、斯登衝鋒槍、布倫輕機槍及PIAT。
每個玩家在剛進入遊戲的時候都會配備一把手槍，一柄匕首（美軍、英軍及德軍傘兵）或鐵鏟（德軍一般步兵），以及一枚或兩枚手榴弹。機槍手，狙擊手跟火箭筒手均不配備手榴彈。
當玩家被擊斃的時候，所使用的主武器會掉落，不論武器屬於那一方，所有玩家都可以拾起並且使用。

## 地图
決勝之日的地图风格完全为二战时期的战场，双方要在战场中守住自己的领土，同時抢占地图中的关键地点，并且升起自己一方的旗帜来确认守住领土。游戏中需要有战术地进行进攻或者防守，尤其面对一些不可预测的地形的时候。有些时候，玩家需要使用TNT炸药来摧毁挡在面前的障碍。有些时候还会出现隐藏任务，比如在某些地点会有一些机密文件，玩家需要将它们转移回司令部。
官方的決勝之日地图包括各种地形，比如奥马哈的沙滩（dod_charlie）、巷战（dod_avalanche）等等。由于Valve公司开发的地图编辑器的广泛流传，非官方制作的各种地图迅速的流传开来。这些非职业或者从事其他游戏地图制作的地图设计者们开发的地图可以说在技巧性和视觉欣赏方面都不亚于官方的，并且将会给玩家新的体验。事实上，決勝之日和兩者的地图也可以共用。

## 机器人
虽然決勝之日在发布时候只能支持多人对战，但是随后出现了许多可以进行单机对战的机器人补丁。最受欢迎的是SturmBOT和ShrikeBOT （页面存档备份，存于）。
Source版本除了內建機器人外，目前最受歡迎的機器人為RCBOT
呼叫方法：在遊戲指令列輸入 sv_cheats 1 就可以呼叫出機器人。